# Młynok (obwód rówieński)
Młynok (ukr. Млинок) – wieś na Ukrainie, w obwodzie rówieńskim, w rejonie waraskim, w hromadzie Zariczne. W 2001 liczyła 825 mieszkańców, spośród których 822 wskazało jako ojczysty język ukraiński, a 3 rosyjski.